# Exodus (film fra 2013)
 For alternative betydninger, se Exodus. (Se også artikler, som begynder med Exodus)
Exodus er en dansk kortfilm fra 2013 instrueret af Tommy Ipsen.

## Handling
Filmen er et episk sci-fi fantasy drama, der foregår i fjern fremtid på en lige så fjern planet. Her lever den sidste del af menneskeheden trygt bag civilisationens høje mure, beskyttet mod de enorme, blodtørstige kæmper, der lever i vildmarken. Kun en samling udvalgte elitesoldater må vove sig ud på den anden side af portene. Den unge Elias vil gøre alt for at blive en af de udvalgte soldater, så han kan opnå den samme anerkendelse som sin højt dekorerede storebror, Jacob. Jacob vil dog ikke tillade, at Elias træder i hans fodspor, så han gør alt, hvad der står i hans magt for at forhindre det. Men Elias trodser sin storebror og melder sig til elitekorpset bag Jacobs ryg. Men hvad Elias ikke ved, er, at der bag Jacobs hårde og professionelle ydre gemmer sig et menneske, der er dybt traumatiseret af oplevelserne på slagmarken. I et sidste forsøg på at beskytte Elias mod samme skæbne, følger Jacob efter ham ud i vildmarken. Dette bliver starten på en rejse, hvor de to brødre ikke bare kommer tættere på det, der har givet Jacob ar på sjælen, men også på sandheden om kæmperne.

## Medvirkende
- Kristofer Hivju, Jacob
- Cyron Melville, Elias
- Matias Varela
- Thomas Chaanhing
- Brigitte Nielsen
- David Bateson